# 鍾有添
鍾有添（英語：Henry Chung Yau-Tim，1954年10月5日—），香港人，電影攝影師，香港專業電影攝影師學會（HKSC）專業會員。大學電影系導師。曾憑電影《遊園驚夢》獲得或提名多個電影攝影獎項。

## 生平
鍾有添畢業於香港理工學院設計系。初踏足電影圈時擔任美術指導張叔平的助理，與徐克導演合作。1980年代曾在新藝城任副導演、機燈、攝影助理等職。
自1998年的《美少年之戀》起成為電影攝影師。2001年本身是攝影師的楊凡執導《遊園驚夢》，由鍾有添擔任攝影，憑此獲得法國多維爾亞洲電影節及香港電影金紫荊獎最佳攝影，
並獲提名第21屆香港電影金像獎最佳攝影。
曾從事立體攝影工作，並為此親自設計了一款特別電影攝影機。2014年，鍾有添為香港城市當代舞蹈團執導3D立體短片《尋找大觀園》，同年於第67屆康城影展參展。

## 作品
- 美少年之戀 (1998)
- 無問旅程 (1999)
- 決戰芝加哥 (2000)
- 遊園驚夢 (2001)
- 小奇蹟 (2001)
- 人民公廁 (2002)
- 女人那話兒
- 男人這東西 (2004)
- 酒徒 (2010)
- 一路向西 (2012)
- 聖誕玫瑰 (2013)
- 大浪淘沙 (2015)
- 貧窮富爸爸 (2015)
- 愛在深秋 (2016)
- 金三角鴉片軍閥揭秘 (1987)
- 客途秋恨 (1990)
- 不准掉頭 (1981)
- 惡男 (1986)
- 打工皇帝 (1985)
- 一樓一故事 (1988)
- 無問旅程 (1999)
- 惑星軌跡 (2000)

## 外部連接
- 鍾有添在香港影庫上的簡介
- 鍾有添在互联网电影资料库（IMDb）上的資料（英文）
- 鍾有添在豆瓣上的资料（简体中文）